# Ophiobolus troakei
Ophiobolus troakei är en svampart som beskrevs av D. Hawksw. & Sivan. 1975. Ophiobolus troakei ingår i släktet Ophiobolus och familjen Leptosphaeriaceae.   Inga underarter finns listade i Catalogue of Life.